# フルブラウザ
フルブラウザ (full browser) とはパーソナルコンピュータ向けに設計されたウェブサイトを閲覧できるウェブブラウザである。携帯電話やPHS端末用の簡易ブラウザに対して言う。

## 歴史
フィーチャーフォン全盛期の2000年代、携帯電話やPHSにおいては画面解像度や処理速度等の関係上、PC向けのWebサイトを十分に表示できず、また速度面や料金面においてもかなりの負担となっていた。そのためCompact HTMLなど携帯端末向けに簡易化されたHTMLとそれ専用のウェブブラウザ（＝モバイルブラウザ）を使うことで負担を減らす手段をとってきた。しかしそれらは当時のハードウェアの制約上内容が貧弱なことが多かった。
フィーチャーフォンの時代にも携帯端末をPCに接続し、PCからアクセスする手段もあったが、通信料金が高いことや接続の準備を行う行程が煩雑なために敬遠されていた。
この不便に着目し、携帯電話の性能向上にあわせてPC向けサイトを表示できるようにした携帯端末が開発されるようになった。日本では、DDIポケット（現・WILLCOM）と京セラが、既にノキアなどで採用されていたOperaを搭載したAIR-EDGE PHONE端末「AH-K3001V」を開発、2004年に発売。同機はPHSとしては異例の大ヒットを記録するまでになった。
その要因として、携帯電話各社のサービスと比べて各種公式サイトの携帯端末用コンテンツが少ないため、その分を補完する形でPC向けWebサイトが閲覧可能であったこと（しかも有料の公式サイトを使うのとは違い、無料で利用できる）、さらにパケット定額制料金コースである「つなぎ放題コース」と組み合わせることで、通信スピードが低速ながらも、時間や料金を気にすることなくブラウジングが可能となったことがあげられる。
このヒット以降、各電話会社や端末メーカー及びソフトウェア会社がフルブラウザ及び対応端末を開発し、スマートフォンではPC向けサイト表示に切り替えることができるブラウザが一般的となった。
なお、PC向けウェブサイトは携帯端末用と比べ情報量が多いため、各電話会社ではフルブラウザを多用する場合はパケット定額制の契約を利用者に推奨するとともに、機種や利用形態によっては定額制の対象にならない場合があると注意喚起していた。

## スマートフォンの主なフルブラウザ

### 現行
AndroidシステムのWebView
Android 4.4未満では標準ブラウザとして搭載されていた。4.4～7.1までで標準ブラウザとして搭載されている端末もある。
Firefox for Mobile
Mozilla Firefoxのモバイル版。PC版の拡張機能と、ある程度互換性を持つ。
Google Chrome
Google Chromeのモバイル版。Android 4.4以降にAndroidブラウザに替わって標準搭載されている(一部を除く)。PC版と異なり拡張機能に対応しない。
Mobile Safari
macOSで採用されているSafariのモバイル版。iPhoneに標準搭載されているブラウザ。iPod touchにも搭載されていた。iOSのマルチタッチユーザーインターフェースを継承。
Opera
Operaのモバイル版。かつては「Opera Touch」を名乗っていた。軽量版のOpera Mini Webも並行して存在する。

### 更新停止
Internet Explorer Mobile
Windows Mobileを採用したスマートフォンに付属している。日本ではWILLCOMのW-ZERO3シリーズやソフトバンクモバイルのHTC製端末及びSoftBank X01T、NTTドコモのhTc ZとFOMA 「F1100」に搭載されている。Windows Mobile 5.0以前はPocket Internet ExplorerやPIEと言われていた。
Web Browser for S60
Symbian OS/S60を採用したNokiaのスマートフォンに標準搭載されているブラウザ。Nokia Web BrowserやS60ブラウザ、Nokia Mini Map Browserなどとも言われる。Safariと同じブラウザコア（WebKit）を採用していることや、Mini Mapと呼ばれる現在開かれている部分の上にそのページ全体を縮小して表示する機能が大きな特徴である。VodafoneやSoftBank向けの端末にも入っている。705NKは定額対象ではないが、X01NK、X02NKは定額対象である。
また、705NK、702NKおよび702NKIIは、Web Browser for S60を使わなくても、WAPブラウザでPC向けサイトを閲覧することができる。この場合はWAPブラウザで「VFJP Web」あるいは「Wap Browser」アクセスポイントを経由することでパケット定額制の対象になる（以前は、VFJP Web経由の場合、ゲートウェイの仕様により一部のページが閲覧できない問題があったが、現在は解消されている）。
Windows Mobile・Symbian OS版Opera
Windows Mobile版として、WILLCOMのW-ZERO3シリーズやソフトバンクモバイルのSoftBank X01T、NTTドコモのビジネス向けFOMA「M1000」等に搭載されていた（M1000はBiz・ホーダイ契約により定額利用可能）。この他ノキア製のスマートフォン（SoftBank X02NK等）にもSymbian OS版を別途インストールする事で使用可能であった（この場合、Xシリーズ以外では定額制の対象とならない）。
搭載機種についてはOpera#デスクトップ版を参照。

## フィーチャーフォンの主なフルブラウザ

### ネイティブアプリケーション系
ここでは、Javaアプリケーションでなく、携帯電話のオペレーティングシステム上で直接（ネイティブに）動作するもの（端末内蔵のもの）を挙げる。
NetFront Browser
ACCESSが開発したブラウザ。NetFront自体はこれまで携帯電話やPDA、情報家電などの端末に使われてきた実績がある。
携帯電話に組み込まれたものとしてはNTTドコモの「N901iS」が最初で、以降は「フルブラウザ」（NTTドコモ）、「PCサイトブラウザ」（ソフトバンクモバイル）として様々な機種に搭載されている。また、スマートフォン/PDA用にWindows Mobile版もリリースされている。
愛・地球博においてKDDIが提供するWindows Mobile 2003搭載端末「愛・MATE」に採用されていた。
Opera Mobile
ノルウェーのソフトウェア会社Opera Softwareによって開発されたウェブブラウザのモバイル版。「スモールスクリーンレンダリング技術」と呼ばれる、小型の画面にレイアウトを乱すことなくPC向けのWebサイトを表示する独自の技術を備えているのが最大の特徴。日本版ではこれに携帯向け表示モードも追加されている。
日本では「AH-K3001V」（WILLCOM/京セラ）が最初に搭載、その後KDDI・沖縄セルラー電話連合（いずれも以下au） のCDMA 1X WIN端末「W21CA」に「PCサイトビューアー」として搭載されている。
Picsel Browser
英国スコットランドにあるピクセルテクノロジーによって開発され、NTTドコモのN904i/N905i/N905iμに搭載されている（画面上の表記はビューアタイプであり、NetFrontも同時に搭載されこちらはスタンダードタイプと表記されている）。
NTTドコモ・au・ソフトバンクモバイルの携帯電話に搭載されているフルブラウザを利用する際には、パケット定額に対応していることが謳われていても、料金が通常よりも2000円近く高くなってしまう。また、NTTドコモで定額利用する場合は「パケ・ホーダイフル」に加入する必要がある（「パケ・ホーダイ」では定額利用できない）。
この「料金やオプション契約の差」は次項のJavaアプリケーション系には当てはまらない。

### Javaアプリケーション系
ここでは、Javaアプリケーション（アプリ）のものを挙げる。
一般に、端末に内蔵されていることはなく、ユーザーがダウンロード・インストールして利用する。
ネイティブアプリケーションのものと比べて機能や性能は劣るが、幅広い端末で利用可能である。
Javaアプリによるフルブラウザの特徴として、ほとんどの場合、開発元などに置かれた中継サーバを経由してWebサイトにアクセスする。
これは、容量や性能面で限界のあるJavaアプリだけで全ての処理を行うのは無理があるため、中継サーバで可能な限りの処理を行い、アプリはユーザーインタフェースのみに徹するような設計をとるためである。
また、日本市場向けのJavaアプリによるフルブラウザは、NTTドコモの携帯電話を対象としたものが圧倒的に多い。
これは、同社の携帯電話では、特に審査などをパスしなくても、通信を行うJavaアプリを比較的自由に開発・利用できるためである。
ただしその場合、アプリが直接通信を行える相手は自身のダウンロード元サーバに限られているため、アプリの通信は必然的にそのサーバを経由することになる。
このような仕組みのため、当該アプリの利用者が増加すると、中継サーバの負荷が増大して通信が困難になることがままある。また、SSLサイトにアクセスする際には暗号化が中継サーバで一旦解除されるため、SSLの安全性が損なわれる。
Opera Mini
Opera Mobileの弟分ともいうべき、Javaアプリのフルブラウザ。無料で提供されている。基本的にはJava ME(J2ME)対応端末向けであるが、日本語も表示可能で、日本国内でもSoftBank 3GとAIR-EDGE PHONEの一部機種で利用可能。改造によりJava対応の一部au機種でも利用できる。レイアウトの最適化やデータの圧縮に加えて、CSSにも対応し表現力が高く、動作も高速。
jigブラウザ
jig.jpによって開発されたiモード、EZアプリ (Java)及びauのオープンアプリプレイヤー端末向けのブラウザ。PC向けサイトをレイアウトそのままの形で表示できる他、画像縮小するなどして携帯向けに最適化表示することも可能。また端末とサーバとの間でデータ圧縮を行うことでパケット代を削減することも可能になっている。2004年10月1日より正式サービス（有料）を行っている。1日10ページ、お気に入りに10サイトまで登録できる機能限定の無料版もある。2005年11月25日にはWILLCOM版を、2006年2月2日にはVodafone 3G（現・SoftBank 3G）対応版をリリース。さらに2007年2月6日にはauのオープンアプリプレイヤー搭載端末発売に対応してオープンアプリプレイヤー対応版をリリース。

ibisBrowser
アイビスによって開発されたDoCoMo専用フルブラウザ。2005年11月21日に、機能向上されたDX版の有料サービスが開始された。2006年8月末現在でNTT DoCoMoのFOMA 90xを対応機種としたDX版、DX版に実験的機能を実装したNB版、DX版の機能を制限しFOMA 70xなどで動くようにしたLT版がある。LT版は無料でも使用できるが、有料課金を行っている場合はいくつかの機能が拡張される。
現在はauのオープンアプリプレイヤー端末向けのDX版も提供が行われている。
2009年4月からはソフトバンクモバイルにも対応した。

### 変換サイト系
フルブラウザと類似した機能を実現するサービスとして、CGIなどを利用してHTMLの変換を行うものがある。
利用者が変換サイトにアクセスし、見たいPC向けのWebページのURLを入力すると、そのページのHTMLを携帯電話のウェブブラウザの表示能力にあわせた構成に変換し、閲覧できるようにする。
中には、閲覧変換以外に様々なサービスを行っているところもある。
この方式は、端末側に特別なソフトウェアを必要とせず、一般的に内蔵されているCompact HTMLブラウザ（あるいはWAPブラウザ）で利用可能である（そのため、この方式は通常はフルブラウザには含まれない）。これは幅広い端末で利用可能であるという利点がある一方で、内蔵ブラウザの能力の範囲内でしか表示できないという限界もある（たとえば、テーブルなどは本来の形では表示できないことが多い）。
基本的に無料で利用することが出来る。またJavaアプリケーションのものと同様に、ぐるっぽ以外はSSLの安全性は失われる。
ファイルシーク
2001年に開設。個人運営のサイト。
フルブラウザとして使える機能は、画像加工変換、PDF閲覧（画像の表示にも対応）、PC向け動画音声の携帯向けフォーマット変換機能など使える。YouTubeの動画も閲覧できる。また、閲覧時に設定したページ設定の保存が出来る。さらに、検索機能との連携で検索結果からそのままサイト閲覧も可能。
第三世代携帯ならばほとんどが利用できるが、一部キャリアでは利用できない機能もある（クッキー、リファラ設定など）。運営費は広告で賄っている為、利用料金はかからない。
PC向け動画音声の携帯向けフォーマット変換機能などでは、未登録ユーザーに制限がありアフィリエイト登録によって決められた日数で制限解除がされる。
Google Wireless Transcoder
Googleが携帯電話からWebページから検索した際に、結果のページとして、文字列を抽出し、文字ごとにページを区切って表示する。
公開当初は、テキストのみの表示だったが、現在は画像の表示も行える。
auおよびDoCoMoと業務提携を行っているので、EZトップメニューおよびiMenuからサイト検索を行い、表示されたPCページを閲覧すると、必然的にGoogle Wireless Transcoderを介してページの表示を行う事となる。
JavaScriptにも一部対応している。
Mobile Link Discoveryに対応しており、Google Wireless Transcoderを介してアクセスしたページにMobile Link Discoveryが記述されていた場合、指定されたモバイル端末向けページを表示する。
ぐるっぽ
有限会社Colorsが提供している変換サイト。
登録制を採用しており、ユーザーID毎に設定の保存が出来るため、使うたびに設定変更やURL入力をしなくて済むのが大きな特徴。SNSも組み合わされ、BBSやチャットも設置されている。
機能制限はあるが登録することで「お試し」利用できる。
登録ユーザーを対象に、4段階の称号制度を導入。
総ての携帯で利用出来るように細かい設定ができる。また、GoogleVideo、YouTube、ニコニコ動画（アカウント必要）、mixi動画などの主な動画共有サイトの動画も閲覧でき、BMP画像変換、ZIPファイル解凍表示、PDF閲覧、メール送信機能、画像加工、チャット、ブックマークなど独自高機能搭載なのが特徴。
さらに、リンク系のJavaScript、総ての経路でのSSLに対応している。
CSS対応の為ページ再現性が高く、ページ圧縮により高いパケット削減率も実現している。
ひゅぅてっち
一度に表示するデータ量を細かく変えられる。2ちゃんねるの過去ログを閲覧するのに最適である。
通勤ブラウザ、
制御情報株式会社提供。PC用Webページを携帯用としてシンプルなものに変換する。複数ページへ分割し、画像をファイルへのリンクへと置き換え、1ページあたりの読み込み量を削減している。
PCAny
PCサイトのオンライン小説を携帯端末で閲覧できる小説ブラウザ、読みかけのPCサイトを保存して後で見直せる「しおり」機能、GoogleやmixiといったPC定番サイトを簡単にスタートページに追加する機能、簡単ログイン機能など、機能が充実している。
はてなMobileGateway
株式会社はてな提供。同社のはてなダイアリーなどから外部サイトにリンクが貼られた場合、このはてなMobileGatewayを介して表示される。
表示されるページは全角カタカナを半角に変換し、ページあたりの読み込み量を削減している。またはてなブックマークでそのページをブックマークしているユーザー数が表示されており、直接このページから自分のはてなブックマークに追加することができるようになっている。
オプションとして画像の表示・非表示、ページを分割して表示するか、一括して表示するかを選択することができる。
i-コンバート

ビューティパケット

PCサイト閲覧君

iView Mobile Video

モバクシー
等、ほかにも多数存在する。2ちゃんねるブラウザの項も参照。

### 変換スクリプト
PCサイト携帯変換スクリプト(pc2m)
オープンソースとして公開しているので、個人、企業、営利、非営利に関係無く、自サーバに設置可能であるし、設置者自身が自由にカスタマイズが可能である。
その為、pc2mとしてでは無く、他の名称で大手企業のサイトに採用されている実績もある。また設置者のカスタマイズの状態により、独自性の有無が分かれる。
無料(オープンソース)
個人運営サイト
以下はpc2mを利用して提供されているサービスの一例である。
mobazilla
多くの携帯電話向けサービスを行なっている企業であるアクセルマークが設置したものだったので、サービス開始当初、ニュースになるほどの大騒ぎとなった。
スクリプトをカスタマイズし、フルSSL版も提供している。
ユーザー登録を行う事で、ブックマーク(お気に入り)の機能が使える様に改善されている。
大手ISPである@niftyのパソコン向けサービスを、携帯電話での表示対応させる為に採用された。
フリースクリプトを自社開発したとプレスリリースした為、pc2m開発当初からの協力者から非難され、本来のpc2mスクリプト開発者からもプレスリリースは事実ではないと報告された。
現在の運営会社は、アクセルエンターメディアとなっており、pc2mを使用している旨も表記されている、
KZ BRAIN Mobile
閲覧したページのheadに、複数のRSSが指定されていた場合、複数のRSSを表示し、同じく閲覧したページのheadに、Mobile Link Discoveryが記述されていた場合には、ページ作成者が指定したモバイル端末向けページへのリンクを表示する。
サーバの負荷表示や各種SNSサービスに情報を送信するなど、機能を追加してカスタマイズされている。
パソコン向けページ作成者向けのPC向け→携帯対応変換サービスも行っている。
携帯端末やスマートフォンに限らず、パソコンやタブレット等からもアクセスできる。
Flash Maus
閲覧したページのheadに、複数のRSSが指定されていた場合、複数のRSSを表示し、同じく閲覧したページのheadに、Mobile Link Discoveryが記述されていた場合には、ページ作成者が指定したモバイル端末向けページへのリンクを表示する。
閲覧するページの画質の設定も可能である。
パソコン向けページ作成者向けのPC向け→携帯対応変換サービスも行っている。
F★ROUTE BBゲート
閲覧したページのheadに、複数のRSSが指定されていた場合、複数のRSSを表示し、同じく閲覧したページのheadに、Mobile Link Discoveryが記述されていた場合には、ページ作成者が指定したモバイル端末向けページへのリンクを表示する。
OCEANブラウザ
閲覧したページのheadに、Mobile Link Discoveryが記述されていた場合には、ページ作成者が指定したモバイル端末向けページへのリンクを表示する。
MAC(Mobile Access Center)
SSL暗号化通信に対応。URL入力欄がGoogle検索機能を排除されている。閲覧したページのheadに、Mobile Link Discoveryが記述されていた場合には、ページ作成者が指定したモバイル端末向けページへのリンクを表示する。

iView Mobile Video

## 2000年代末期フルブラウザの機能比較

### 端末内蔵ブラウザの機能比較
- ここでは法人向け端末を含まない。
- 同じキャリアでも、機種により搭載するブラウザが違う場合がある。
- 同キャリア同種類のブラウザでもバージョンの差異で機能や表示方法が異なる場合がある。

表の見方
- ○ - 可能
- ▲ - 一部制限付きで可能
- × - 不可能
- 空欄 - 未判明

| キャリア                       | WILLCOM (AIR-EDGE PHONE)        | WILLCOM (W-ZERO3)       | au （KDDI/沖縄セルラー電話） (WIN) | au （KDDI/沖縄セルラー電話） (smartphone)                   | au （KDDI/沖縄セルラー電話） (iPhone) | SoftBank (3G)                            | SoftBank (smartphone)                                                                                 | SoftBank (iPhone) | DoCoMo (FOMA)                                   | DoCoMo (smartphone)                                          | 備考 |
| ------------------------------ | ------------------------------- | ----------------------- | ---------------------------------- | ----------------------------------------------------------- | ------------------------------------- | ---------------------------------------- | --- | ----------------- | ----------------------------------------------- | ------------------------------------------------------------ | ---- |
| ブラウザ                       | Opera NetFront                  | Internet Explorer Opera | Opera                              | Internet Explorer (Windows Phone) Android Browser (Android) | Safari                                | NetFront Web Browser for S60 (Nokia)     | Internet Explorer (Windows Mobile) Web Browser for S60 (Nokia) Opera (X01T) Android Browser (Android) | Safari            | NetFront                                        | Internet Explorer (Windows Mobile) Android Browser (Android) |      |
| 提供形態                       | 標準のブラウザ                  | 標準のブラウザ          | PCサイトビューアー                 | IS NET（ISシリーズ） LTE NET（Lシリーズ）                   | 標準のブラウザ                        | PCサイトブラウザ                         | PCサイトダイレクト                                                                                    | 標準のブラウザ    | Internet（フルブラウザ）                        | 標準のブラウザ                                               |      |
| CSS                            | ○                               |                         | ○                                  |                                                             |                                       | ○                                        | | ○                 | ○                                               |                                                              |      |
| ログイン・フォーム対応         | ○                               |                         | ○                                  |                                                             |                                       | ○                                        | | ○                 | ○                                               |                                                              |      |
| SSL                            | ○                               |                         | ○                                  |                                                             |                                       | ○                                        | | ○                 | ○                                               |                                                              |      |
| Cookie                         | ○                               |                         | ○                                  |                                                             |                                       | ○                                        | | ○                 | ○                                               |                                                              |      |
| JavaScript                     | ○                               |                         | ○                                  |                                                             |                                       | ○                                        | | ○                 | ○                                               |                                                              |      |
| フレーム対応                   | ○                               |                         | ○                                  |                                                             |                                       | ○                                        | | ○                 | ○                                               |                                                              |      |
| table折返し表示                | ×                               |                         |                                    |                                                             |                                       |                                          | |                   | ×                                               |                                                              |      |
| 読み込み最大サイズ             | 端末性能に依存（WX310Kで約4MB） |                         | 約1MB                              |                                                             |                                       | NetFrontは約500KBまたは1MB（機種による） | |                   | 約500KB～2MB（機種による、単画像は500KBまで。） |                                                              |      |
| スモールスクリーンレンダリング | ○                               |                         | ○                                  |                                                             |                                       | ○                                        | | ×                 | ○                                               |                                                              |      |
| 複数ページ切替表示             | ×                               |                         | 3タブ（2007年春モデル以降）        |                                                             |                                       | ○                                        | | 8タブまで         | ○                                               |                                                              |      |
| ファイルダウンロード           | ○                               |                         | 256KBまで（2007年春モデル以降）    |                                                             |                                       | ▲（ドキュメントファイルのみ）            | |                   |                                                 |                                                              |      |
| ファイルアップロード           | ○                               |                         | 80KBまで（2007年春モデル以降）     |                                                             |                                       | ▲（コンテンツによる）                    | | ×                 | ○                                               |                                                              |      |
| Macromedia Flash               | FlashPlayer6                    |                         | Flash Lite（2007年春モデル以降）   | ○ ×（Android 4.1以降）                                      |                                       | ▲                                        | ○ ×（Android 4.1以降）                                                                                | ×                 | ○                                               | ○ ×（Android 4.1以降）                                       |      |
| 文字サイズ切り替え             | 11段階                          |                         | 3段階                              |                                                             |                                       | ○（機種による）                          | | ×                 |                                                 |                                                              |      |
| 文字コード選択                 | ○                               |                         | ×                                  |                                                             |                                       | ○                                        | |                   | ▲                                               |                                                              |      |
| UTF-8対応                      | ○                               |                         | ○                                  |                                                             |                                       | ○                                        | | ○                 | ○                                               |                                                              |      |
| BGM再生のON/OFF/ボリューム     | ○                               |                         | ×                                  |                                                             |                                       |                                          | | ×                 |                                                 |                                                              |      |
| ページ配色変更                 | ×                               |                         | ○                                  |                                                             |                                       | ×                                        | | ×                 |                                                 |                                                              |      |
| 待受け画面への表示             | ×                               |                         | ○                                  |                                                             |                                       | ×                                        | |                   |                                                 |                                                              |      |
| 自動更新                       | ○                               |                         | ○                                  |                                                             |                                       |                                          | |                   | ○                                               |                                                              |      |
| 定額利用可能                   | ○                               | ○                       | ○                                  | ○                                                           | ○                                     | ○(NetFront) ×(S60)                       | ○ | 必須              | ○                                               | ○                                                            |      |

### アプリブラウザの機能比較
- ○ - 可能
- ▲ - 一部制限付きで可能
- × - 不可能
- 空欄 - 未判明

| ブラウザ                              | jigブラウザ          | Opera Mini           | ibisBrowserDX         | 備考                                                                 |
| ------------------------------------- | -------------------- | -------------------- | --------------------- | -------------------------------------------------------------------- |
| 機種                                  | JAVA対応機種(*)      | JAVA対応機種(*)      | JAVA対応機種(*)       | (*)機種は限定される                                                  |
| キャリア                              | au/DoCoMo/SoftBank   | SoftBank/WILLCOM     | DoCoMo/au/SoftBank(*) | (*)SoftBankに関しては提供形態・定額利用可能以外未判明                |
| 提供形態                              | JAVAアプリ           | JAVAアプリ           | JAVAアプリ            |                                                                      |
| ユーザインタフェース                  | マウスカーソルライク | マウスカーソルライク | マウスカーソルライク  |                                                                      |
| 表示                                  | HTML4.01             | HTML4.01             | HTML4.01              |                                                                      |
| CSS                                   | ▲(*)                 | ○                    | ▲(*)                  | (*)β版                                                               |
| ログイン・フォーム対応                | ○                    | ○                    | ○                     |                                                                      |
| SSL                                   | ▲(*)                 | ▲(*)                 | ▲(*)                  | (*)途中の通信が暗号化されていないので SSLとしての意味が殆ど無い 詳細 |
| Cookie                                | ○                    | ○                    | ○                     |                                                                      |
| JavaScript                            | ▲                    | ▲                    | ▲                     |                                                                      |
| フレーム対応                          | ○                    | ○                    | ▲                     |                                                                      |
| table折返し表示                       | ×                    | ×                    | ×                     |                                                                      |
| 読み込み最大サイズ                    | 850KB                | 制限なし             | ヒープ量に依存。      |                                                                      |
| SSR（スモールスクリーンレンダリング） | ○                    | ○                    | ▲                     |                                                                      |
| ファイルアップロード                  | ○(*)                 | ○                    | ○                     | (*)SoftBankは不可                                                    |
| Adobe Flash                           | ×                    | ▲                    | ×                     |                                                                      |
| 文字コード選択                        | ×                    | ▲                    | ×                     |                                                                      |
| UTF-8対応                             | ○                    | ○                    | ○                     |                                                                      |
| BGM再生のON/OFF/ボリューム            | ×                    | ×                    | ×                     |                                                                      |
| ページ配色変更                        | ×                    | ×                    | ×                     |                                                                      |
| 待受け画面への表示と自動更新          | ○                    | ○                    | ○                     |                                                                      |
| 定額利用可能                          | ○(*)                 | ○(*)                 | ○(*)                  | (*)WIN/FOMA/3Gに限る                                                 |

## ドコモによる商標登録出願
「フルブラウザ」という標章はNTTドコモが2005年3月22日（出願日）に商標として出願した（出願番号、商願2005-24770（T2005-24770）
）。
しかし、2006年10月に商標登録は拒絶査定が確定している。
なお、フルブラウザという言葉自体はドコモが商標出願するかなり前から存在する言葉であり、実際にフルブラウザと呼ばれるアプリケーションも携帯電話でかなり普及していた。